# Direcció general d'Aviació Civil
La Direcció general d'Aviació Civil o DGAC és l'ens públic espanyol depenent del Ministeri de Foment d'Espanya encarregat de vetllar per la seguretat de les operacions aèries i tot el relacionat amb els vols en general a Espanya. Té la seu en el cinquè pis de l'edifici Passeig de la Castellana, 67 a Madrid.
La DGAC, presta servei, a tot el públic que tingui la intenció de volar, bé sigui ell l'encarregat de transportar com si és el transportat.
En definitiva, la DGAC, s'encarrega de donar llicència de vol, operacions, comercials, centres de manteniment, etc. i per assegurar-se que no es fa un ús incorrecte d'aquestes llicències, s'encarrega també de realitzar inspeccions periòdiques, bé sigui per assegurar-se que tot discorre amb normalitat, o bé sigui per prorrogar una llicència.

## Objectius
Els seus objectius són quatre:
- Seguretat: Vetllen per mantenir el màxim de seguretat en cadascuna de les operacions aèries que es desenvolupin.
- Professionalitat: Basada en una formació constant, i en una ajuda mútua amb la resta de DGAC de cadascun dels països del món.
- Qualitat: Aportar la màxima qualitat als serveis que fan complint els estàndards de la aviació internacional.
- Garantia: Vetllen per que cada vol, abans, durant i després de cada vol, així com de cada avió matriculat al país d'origen de la DGAC, no tingui cap contratemps.

## Dependències
De la Direcció general d'Aviació Civil depenen:
- La Subdirecció General de Transport Aeri.
- La Subdirecció General d'Aeroports i Navegació Aèria.

## Llista de directors generals
- Raúl Medina Caballero (2015-)
- Ángel-Luis Arias Serrano (2012-2015)
- Manuel Ameíjeiras Vales (2009-2012)
- Manuel Bautista Pérez (2004-2009)
- Ignacio Estaún y Díaz de Villegas (2002-2004)
- Enrique Sanmartí Aulet (1998-2002)
- Luis Felipe de la Torre de la Plaza (1997-1998)
- Fernando Piña Saiz (1996-1997)
- Juan Manuel Bujía Lorenzo (1991-1996)
- Carlos Martín Plasencia (1989-1990)
- Manuel Mederos Cruz (1985-1989)
- Pedro Tena López (1982-1985)